# Гусыра
Гусыра́ (осет. Гуысыра) — село в Алагирском районе Республики Северная Осетия-Алания. Входит в состав Горно-Карцинского сельского поселения. Код Федеральной налоговой службы 1514.

## Географическое положение
Село расположено на левом берегу реки Фиагдон, у впадения реки Файнагдон. Находится в 5,5 км к востоку от центра сельского поселения — Горная Карца, в 33 км к юго-востоку от районного центра Алагир и в 36 км к юго-западу от Владикавказа. 

## Население
| 2002 | 2010 | 2021 |
| ---- | ---- | ---- |
| 21   | →21  | ↘8   |

## Топографические карты
- Лист карты K-38-29 Алагир. Масштаб: 1 : 100 000. Состояние местности на 1984 год. Издание 1988 г.